# Distanciation (psychanalyse)
Pour les articles homonymes, voir Distanciation.
Dans le domaine de la psychanalyse, la distanciation est une attitude freudienne consistant à mettre à distance les personnes, événements, etc. Dans la vie courante, on dira « prendre du recul ».
C'est souvent une attitude de défense, de (re)considération ou de remise en cause. Elle produit, lorsque l'on se met soi-même à distance, un effet de dédoublement (écho) qui peut aller jusqu'à la deréalisation.